# Безје (Север)
Безје (фр. Baisieux) насеље је и општина у североисточној Француској у региону Север-Па де Кале, у департману Север која припада префектури Лил.
По подацима из 2011. године у општини је живело 4512 становника, а густина насељености је износила 519,82 становника/km². Општина се простире на површини од 8,68 km². Налази се на средњој надморској висини од 28 метара (максималној 50 m, а минималној 23 m).

## Демографија
| 1962. | 1968. | 1975. | 1982. | 1990. | 1999. | 2011. |
| ----- | ----- | ----- | ----- | ----- | ----- | ----- |
| 2.879 | 2.942 | 2.851 | 3.505 | 3.555 | 4.039 | 4.512 |

График промене броја становника у току последњих година